# Anacroneuria acutipennis
Anacroneuria acutipennis är en bäcksländeart som beskrevs av František Klapálek 1923. Anacroneuria acutipennis ingår i släktet Anacroneuria och familjen jättebäcksländor. Inga underarter finns listade i Catalogue of Life.